# Noi, fra un tango e una canzone
Noi, fra un tango e una canzone è un album di Giovanna, con la partecipazione di altri artisti, pubblicato dall'etichetta Kicco Music nel 1993. Nel 2011 questo album è stato ristampato in formato digitale col titolo Giovanna and Her Friends.

## Tracce
1. Creoling superficial song (P. Rescigno, E. Moscato) (cantano Enzo Moscato e Giovanna)
2. Guitara vagabunda (Livieri, Ruffa) (canta Giovanna)
3. Gloria (U. Tozzi, G. Bigazzi) (canta Giovanna)
4. Fotoromanza (G. Nannini) (canta Giovanna)
5. Youkali (Kurt Weill) (canta Rubén Celiberti)
6. Napule (G. Nocetti) (canta Antonella D’Agostino)
7. 'Na bruna (A. Visco, S. Bruni) (canta Giovanna)
8. Basta (M. Simeoli, G. Capozza) (canta Dino Piacenti)
9. Bono (E. Rossi, R. Rutigliano, L. Cassini) (canta Lucia Cassini)
10. Spry (C. Capuano) (canta Ciro Capuano)
11. Romance de Dora (G. Nocetti, E. Moscato) (canta Giovanna)
12. La virgen de la macarena (Calero, Monterde) (canta Giovanna)
13. Boléro di Maurice Ravel (rielaborazione G. Nocetti) (canta Rubén Celiberti)
14. Era ‘o paese mio (U. Leonardo, A. Leonardo) (canta Antonella D’Agostino)
15. L’innocente (G. Nocetti, C. Capuano) (cantano Giovanna e Carola Stanaro)
16. Se lo vorrai (G. Nocetti) (canta Giovanna)
17. The grave and the trees (F. Prota) (canta Francesco Prota)
18. Blummarino (A. Sinagra, T. Russo) (canta Tato Russo)
19. Je so' pazzo (Pino Daniele) (cantano Giovanna, Mirna Doris e Sasà Trapanese)
20. Le mie notti (G. Venditto, G. Nocetti) (canta Lello Abate)
21. Malafemmena (Totò, E. De Curtis) (canta Mirna Doris)
22. Frammento (G. Nocetti, M. Frigeni) (canta Stefania Careddu)